# Rob Paulsen
Robert Frederick Paulsen III (Detroit, Míchigan; 11 de marzo de 1956), también conocido como Rob Paulsen o Vocal Magic, es un actor de voz y director de voz estadounidense, famoso por la voz de Raphael en Las Tortugas Ninja (1987), Yakko Warner en Animaniacs (1993 y 2020), y Pinky en Pinky y Cerebro (1995 y 2020). En 1999, trabajo en la película animada El Deseo de Wakko haciendo las voces del Dr. Otto Scratchansniff, Yakko Warner y Pinky.

## Biografía
Rob Paulsen hace las voces de Cuervo Regordete y Tiro Listo en "Los Enanos", Raphael en "Las Tortugas Ninja" (1987 a 1996), Spike en "The Land Before Time" (1988), PJ en "La Tropa Goofy" (1992 a 1993), Yakko, Dr. Scratchansniff y Pinky en "Animaniacs" y "El Deseo de Wakko", y Brick en "Las Chicas Superpoderosas" (1998 a 2004), El Príncipe Eric en La Sirenita 2, Jaq y el Gran Duque en "La Cenicienta II y III",y como la voz de Donatello en "Las Tortugas Ninja" 2012.